# Johannes XIV. (Papst)

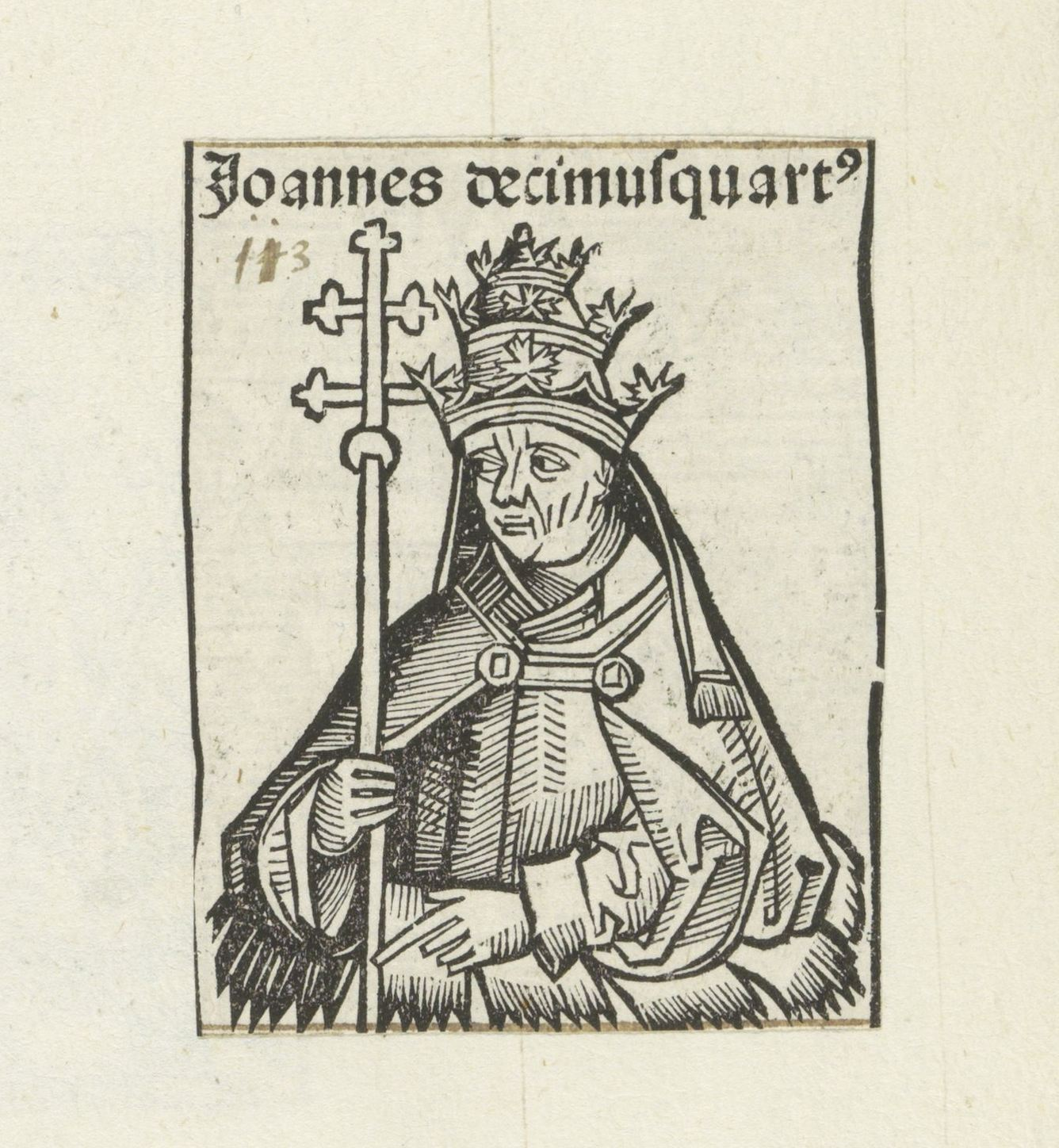
Papst Johannes XIV. (Darstellung in der Schedelschen Weltchronik, 1493)

Johannes XIV., eigentlich Petrus Canepanova, († 20. August 984 in Rom) war Papst von 983 bis 984.
Er war ab 966 Bischof von Pavia und wurde im November oder Anfang Dezember 983 unter dem reformatorischen Einfluss Ottos II., dessen Erzkanzler er war, zum Papst erhoben. Als dieser noch im selben Jahr starb, konnte der 974 nach Byzanz verbannte Gegenpapst Bonifatius VII. im April 984 nach Rom zurückkehren und ließ Johannes mit Hilfe der Crescentier gefangen nehmen und in der Engelsburg einkerkern, in der er am 20. August 984 verhungerte. Otto III. wurde als König unter der Regentschaft seiner Mutter Theophanu Nachfolger seines verstorbenen Vaters, Kaiser Otto II.
Durch spätere Fehlinterpretation seiner „aktiven“ Herrschaft und seiner Haftzeit als zwei Pontifikate unterschiedlicher Personen entstand eine Verwirrung bei der Zählung der Päpste seines Namens. Daher wurde der Name Johannes XX. zwecks Korrektur des vermeintlichen Fehlers nicht benutzt.
Johannes XIV. legte seinen eigentlichen Namen ab und wählte sich einen Papstnamen, da er sich als nicht würdig empfand, unter seinem Geburtsnamen Petrus zu agieren und sich damit auf eine Stufe mit dem Apostel Petrus zu stellen.